# Kampene i Kaukasus
|  | Manglende infoboks Nogle af informationerne i denne artikel kunne med fordel samles eller opsummeres i en infoboks, som det anbefales i stilmanualen. |

 Der er for få eller ingen kildehenvisninger i denne artikel, hvilket er et problem. Du kan hjælpe ved at angive troværdige kilder til de påstande, som fremføres i artiklen.

Kampene i Kaukasus under 1. verdenskrig stod hovedsagelig mellem Det osmanniske rige og Det russiske kejserrige. Efterhånden kom der andre, særlig lokale aktører ind, blandt andet Storbritannien og nye statsdannelser som Armenien.
Området for disse kampe strakte sig fra Kaukasus til det østlige Anatolien, og landkrigen blev fulgt op af den russiske marine med angreb på Det osmanniske riges kystlinje mod Sortehavet.
Kampene brød ud allerede den 24. oktober 1914, da Det osmanniske rige vendte sig mod sin traditionelle hovedfjende Rusland til trods for det vanskelige terræn, som de her stod over for. I første omgang var ønsket at genvinde det tabte efter Den russisk-tyrkiske krig 1877-1878, men det var Rusland, som tog initiativet og rykkede ind i Anatolien frem til Koprukoy, før de blev standset. Enver Pasja overtog kommandoen og gennemførte en mislykket modoffensiv den 19. december, men denne stoppede delvis op af vinteren. Tyrkerne lykkedes imidlertid med at nå deres første mål, en landsby sydvest for Kars, men omkostningerne blev før høje, da de mistede omkring en trediedel af deres mandskaber. Da kampene ophørte den 17. januar, var russerne gået i modoffensiv, og tyrkerne mistede omkring 90.000 af sine 130.000 soldater.
Året efter rykkede russerne videre under ledelse af storhertug Nikolaj og Nikolaj Judenitsj og indtog blandt andet Erzurum, og ved hjælp af landgangsfartøjer tog de havnebyen Trabzon og afskar derved de tyrkiske forsyningslinjer.
Parallelt med kampene mod russerne i Kaukasus førte Det osmanniske rige en kamp mod armenske militære grupperinger, som kæmpede for et selvstændigt Armenien. Tyrkerne beskyldte armenierne for at give støtte til russerne, hvilket førte til tvangsdeportationer og massakrer.
Den russiske fremgang blev imidlertid stoppet af Den russiske revolution den 23. februar 1917, og dette skabte et magtvakuum i hele regionen som efterhånden blev fyldt først ved, at staterne i området prøvede på at danne en fælles statsdannelse, Den transkaukasiske demokratiske føderale republik. Men krigen med Det osmanniske rige og de indre modsætninger inden for føderationen var for store, hvorfor Armenien dannede Den demokratiske republik Armenien i maj 1918, og ved fronten blev de russiske soldater efterhånden afløst af en styrke, som bestod af armenske frivillige og militsgrupper. I løbet af 1918 blev en britisk styrke fra Mesopotamien, kaldet Dunsterforce under ledelse af general Lionel Dunsterville trukket ind i dette frontafsnit.
I 1918 udnyttede de tyrkiske styrker svækkelsen på den russiske side efter revolutionerne og gik ind i Kaukasus og besatte blandt andet Baku.
De aktive kampe i dette område mellem Det osmanniske rige og Rusland ophørte i forbindelse med fredsaftalen i Brest-Litovsk den 3. marts 1918, mellem Det osmanniske rige og Den demokratiske republik Armenien gennem fredsaftalen i Batum 4. juni 1918 og mellem Det osmanniske rige og de britiske styrker med lokale allierede den 30. oktober 1918 ved våbenhvileaftalen i Moudros.